# George LeMieux

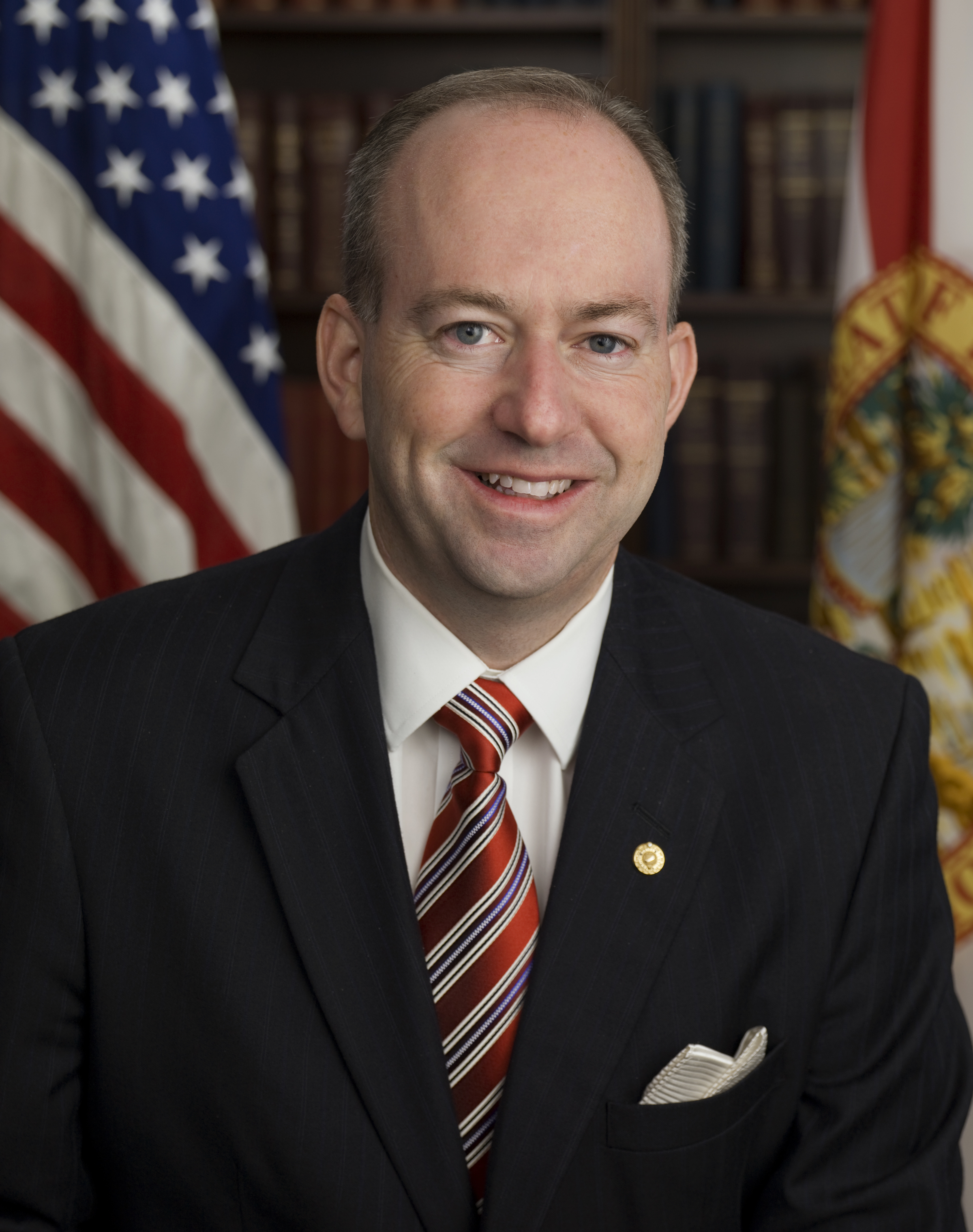
George LeMieux

George S. LeMieux, född 21 maj 1969 i Fort Lauderdale, Florida, är en amerikansk republikansk politiker. Han representerade delstaten Florida i USA:s senat från 9 september 2009 till 3 januari 2011. Han efterträdde Mel Martínez som senator efter denne avgått under mandatperioden och efterträddes av Marco Rubio som vann valet 2010.
LeMieux utexaminerades 1991 från Emory University och avlade  1994 juristexamen vid Georgetown University. Han var chef för Charlie Crists kampanjstab i guvernörsvalet i Florida 2006. Senator Mel Martinez avgick 2009 och guvernör Crist utnämnde LeMieux till senaten.